# NGC 5563
NGC 5563 је спирална галаксија у сазвежђу Девица која се налази на NGC листи објеката дубоког неба.
Деклинација објекта је + 7° 3' 20" а ректасцензија 14h 20m 13,2s. Привидна величина (магнитуда) објекта NGC 5563 износи 14,5 а фотографска магнитуда 15,3. NGC 5563 је још познат и под ознакама CGCG 47-11, PGC 51226.